# Sơn Lập, huyện Sơn Tây
Sơn Lập là một xã thuộc huyện Sơn Tây, tỉnh Quảng Ngãi, Việt Nam.
Xã Sơn Lập có diện tích 53,47 km², dân số năm 1999 là 1.333 người, mật độ dân số đạt 25 người/km².